# Bonguron Kariahan
Bonguron Kariahan is een bestuurslaag in het regentschap Simalungun van de provincie Noord-Sumatra, Indonesië. Bonguron Kariahan telt 1111 inwoners (volkstelling 2010).